# GRG
GRG is een Italiaans historisch merk van motorfietsen.
De bedrijfsnaam was voluit Gasparoli Ricardelli Gasparoli Ditta Flli. Gasparoli & Ricardelli, Torino.
GRG leverde in 1926 en 1927 motorfietsen die feitelijk gemotoriseerde fietsen waren. Toch waren het bijzondere modellen: de 346cc-motor was opgebouwd door twee 173cc-Della Ferrera kopklep-eencilinders aan elkaar te koppelen en het frame had - in een tijd dat achtervering nog zeer zeldzaam was - al een swingarm-achtervork.